# Above the Law
Above the Law es un grupo de gangsta rap fundado en 1987 en Pomona, California, por Cold 187um (también conocido como Big Hutch; nacido Gregory Fernan Hutchinson), K.M.G the Illustrator (nacido Kevin Michael Gulley), Total K-Oss (nacido Anthony Gregory Stewart) y Go Mack (nacido Arthur Goodman). En 1989, grabaron su álbum de debut, Livin' Like Hustlers, bajo Ruthless Records. Las 10 canciones del disco fueron producidas por Cold 187um, Dr. Dre y Laylaw. 
Above the Law fueron influenciados por Ice-T, además de ser uno de los pioneros del G-Funk, sonido que más adelante imitarían estrellas de la West Coast como Dr. Dre, Tupac Shakur y Snoop Dogg.

## Discografía
- Livin' Like Hustlers (1990)
- Vocally Pimpin' (1991)
- Black Mafia Life (1993)
- Uncle Sam's Curse (1994)
- Time Will Reveal (1996)
- Legends (1998)
- Forever: Rich Thugs, Book One (1999)
- Sex, Money & Music (2009)